# Гурбетски језик
Гурбетски језик, или курбетски, је креолски језик са претежним речником домари језика и граматике кипарског турског којим говоре Гурбети са Кипра и Северног Кипра. Гурбетлери традиционално говоре и кипарски турски, са Отоманског Кипра су мешовитог порекла. Муслимани из Отоманске Сирије су се ту населили након опсаде Фамагусте. Већина се населила у Северном Кипру после Турске инвазије на Кипар. Овај језик није заштићен Европском повељом о регионалним или мањинским језицима, за разлику од кипарског маронитског арапског и јерменског. Гурбетски језик је веома мало проучаван, недавну дисертацију о њеној лингвистици је урадио Чрисо Пелекани. У школи деца не уче овај језик јер је потиснут турским на северу и грчким језиком на југу.